# Gruppo vinilico

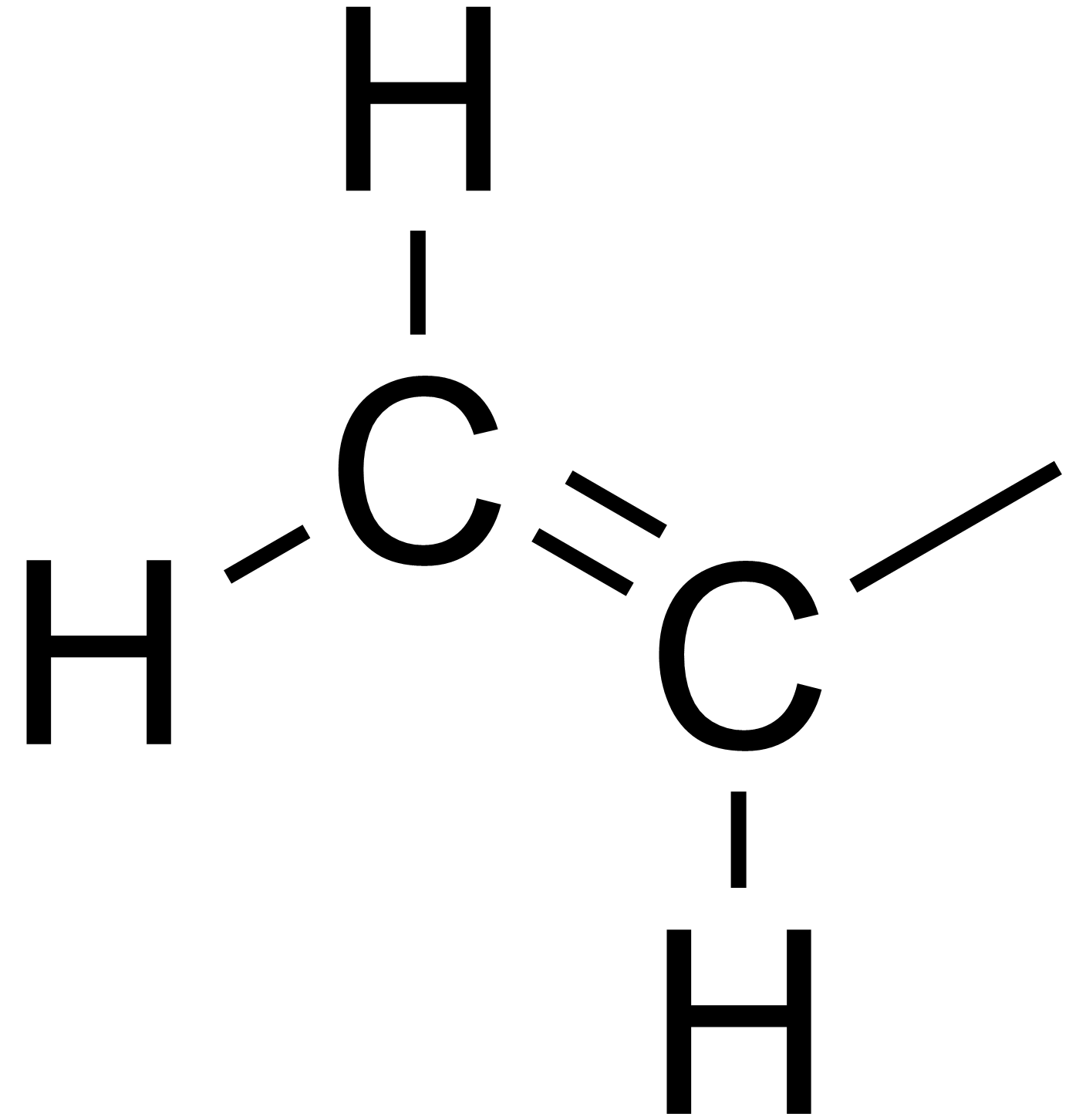
Struttura del gruppo vinilico.

Il vinile o gruppo vinilico, nome sistematico etenile (IUPAC), è il gruppo funzionale monovalente che deriva dall'etene (etilene) per rimozione formale di un atomo di idrogeno, la cui formula semistrutturale è quindi H2C=CH−. Come sostituente di un H nei nomi di composti si omette la -e finale; esempi: vinilciclopentano, vinilbenzene (altro nome dello stirene); i composti che lo contengono in maniera significativa per la loro reattività vengono detti composti vinilici (vide infra) e tale reattività connessa al loro principale gruppo funzionale ma modificata dall'interazione con il gruppo vinilico viene detta a volte vinilogia (da analogia vinilica).
Gruppi funzionali affini al vinile, ma bivalenti, sono il vinilene −HC=CH− (1,2-etendiile, con isomeri cis e trans), non di rado gruppo 'a ponte', e il vinilidene >C=CH2 (1,1-etendiile).
Il vinile costituisce la parte insatura nella struttura dell'allile (H2C=CH−CH2−), un gruppo funzionale a connessione satura, parte che però ne condiziona la reattività. 

## Etimologia
Il termine «vinile» come nome di questo gruppo funzionale dell'etilene è in uso dal 1851 ad opera del chimico tedesco Hermann Kolbe, per altri dal 1863, e la sua radice vin- viene dal latino vinum (vino), in quanto derivante dall'etile (CH3−CH2−), il gruppo dell'alcol etilico, che è quello contenuto nel vino. La desinenza -ile di vinile è la stessa di tutti i gruppi funzionali monovalenti derivanti dagli idrocarburi, che per tutti prende origine, per estensione, da quella del metile (CH3−), il più semplice, e deriva dal greco ὕλη (hýle), selva, legna, materia del legno, in quanto il metile è l'alchile dell'alcol metilico, il quale si ricava dalla distillazione del legno (spirito di legno).

## Gruppo funzionale
Come per l'etene, che è il capostipite degli alcheni, il vinile è il più semplice degli alchenili e, come nell'etene, entrambi gli atomi di carbonio, che sono uniti da un doppio legame (σ + π), sono ibridati sp2. Il suo simbolo, secondo IUPAC, sarebbe Vi, ma esso viene usato molto raramente.
Il vinile è un gruppo con elettronegatività un po' maggiore di quella dell'etile, il corrispondente gruppo saturo: questo viene attribuito al maggior carattere s del Csp2 rispetto al Csp3 dell'etile e comporta, rispetto all'etile, un minor effetto induttivo donatore +I. Un riscontro di questo si può avere dal confronto della forza acida dell'acido acrilico (CH2=CH−COOH, pKa = 4,26), che è maggiore di quella dell'acido propionico (CH3−CH2−COOH, pKa = 4,88).
Tuttavia il vinile, grazie all'insaturazione, può donare la coppia di elettroni del legame π ad un gruppo elettrofilo come ad esempio il carbonile, come si può vedere nella risonanza dei composti carbonilici α,β-insaturi:
H2C=CH−CR=O   ↔   H2C+−CH=CR−O−
e quindi esercitare un effetto mesomero donatore +M che l'etile, e i gruppi alchilici in genere, non possono avere se non, piuttosto limitatamente, tramite iperconiugazione. L'effetto di donazione elettronica viene esaltato dalla presenza sul vinile di un atomo di azoto amminico come sostituente: 
R2N−CH=CHR   ↔   R2N+=CH−−CHR
le risultanti vinil-ammine sono le ben note enammine che, grazie a questo, sono ottimi nucleofili al carbonio.
Tra i composti vinilici più semplici ci sono gli alogenuri di vinile CH2=CH−X (X = F, Cl, Br, I). A temperatura ambiente i primi tre sono gassosi, mentre lo ioduro di vinile è un liquido volatile; sono tutti significativamente meno polari dei corrispondenti alogenuri di etile (CH3−CH2−X), in corrispondenza del loro minore effetto induttivo +I del vinile stesso (già citato sopra)  ed è anche per questo sono apprezzabilmente più volatili. Tranne lo ioduro di vinile, sono anche facilmente polimerizzabili: quello di gran lunga più comune è il cloruro di vinile, da cui si ricava il polivinilcloruro (PVC, vide infra).

## Applicazioni
Un prodotto industrialmente rilevante è il cloruro di vinile, monomero per la produzione del PVC, e i prodotti con esso manufatti prendono spesso il nome comune di vinile; esempio tipico è il disco in vinile, supporto sonoro microsolco diffusissimo nella seconda metà del XX secolo. 
Il gruppo vinilico è anche molto usato per la sintesi di polimeri dove tutti i monomeri recanti doppi legami si uniscono per formare una lunga catena contenente solo legami singoli. Uno dei più citati polimeri derivanti da una struttura vinilica è il polivinilcloruro, o PVC, sopra citato.